# Prudemanche
Prudemanche település Franciaországban, Eure-et-Loir megyében. Lakosainak száma 264 fő (2022. január 1.). Prudemanche Dampierre-sur-Avre, Saint-Lubin-de-Cravant és Revercourt községekkel határos.

## Népesség
A település népességének változása:
| Lakosok száma | 118  | 112  | 150  | 245  | 257  | 259  | 256  | 259  | 261  | 264  |
|               | 1968 | 1982 | 1990 | 2006 | 2013 | 2015 | 2017 | 2019 | 2020 | 2022 |